# Tenuipalpus lygodii
Tenuipalpus lygodii är en spindeldjursart som beskrevs av De Leon 1965. Tenuipalpus lygodii ingår i släktet Tenuipalpus och familjen Tenuipalpidae. Inga underarter finns listade i Catalogue of Life.